# Mädchen von Egtved
Das Mädchen von Egtved (auch Egtved-Mädchen; dän. Egtvedpigen) war eine junge Frau, die während der älteren Nordischen Bronzezeit nahe Egtved, Jütland in Dänemark um 1400 v. Chr. bestattet wurde.

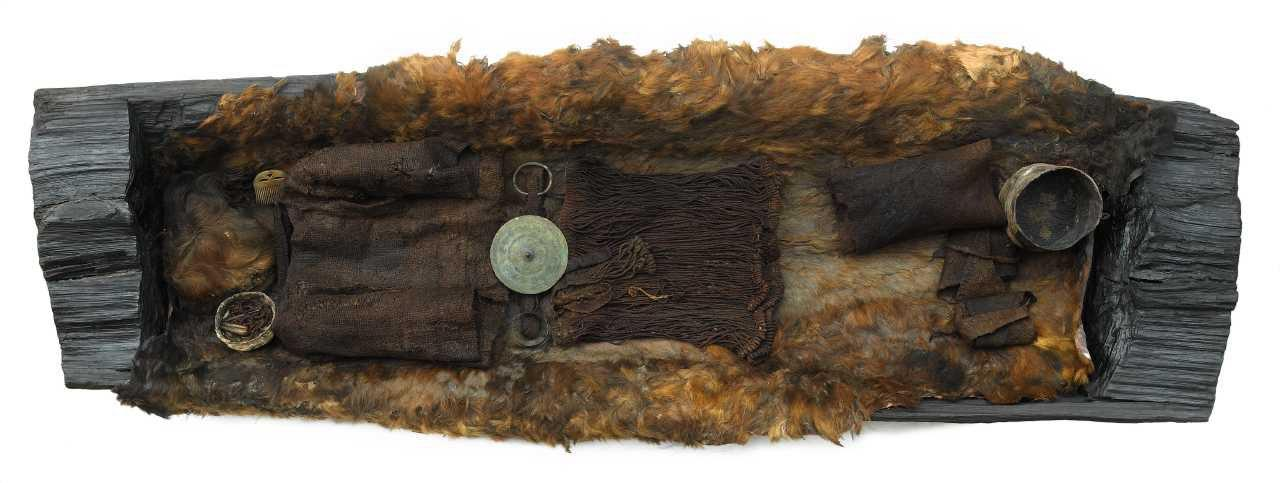
Baumsarg von Egtved

## Auffindung

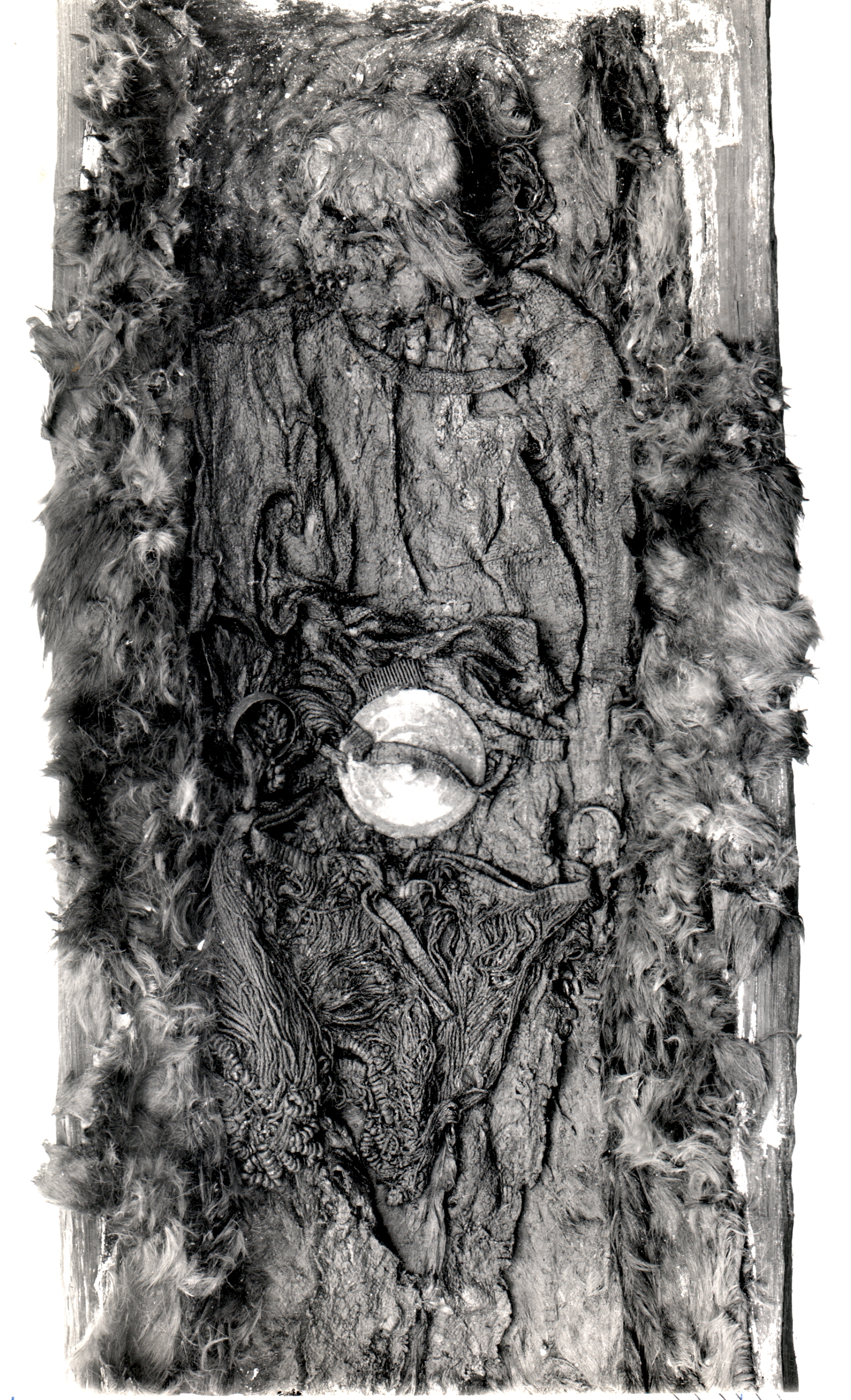
Foto des Grabes vor 1982

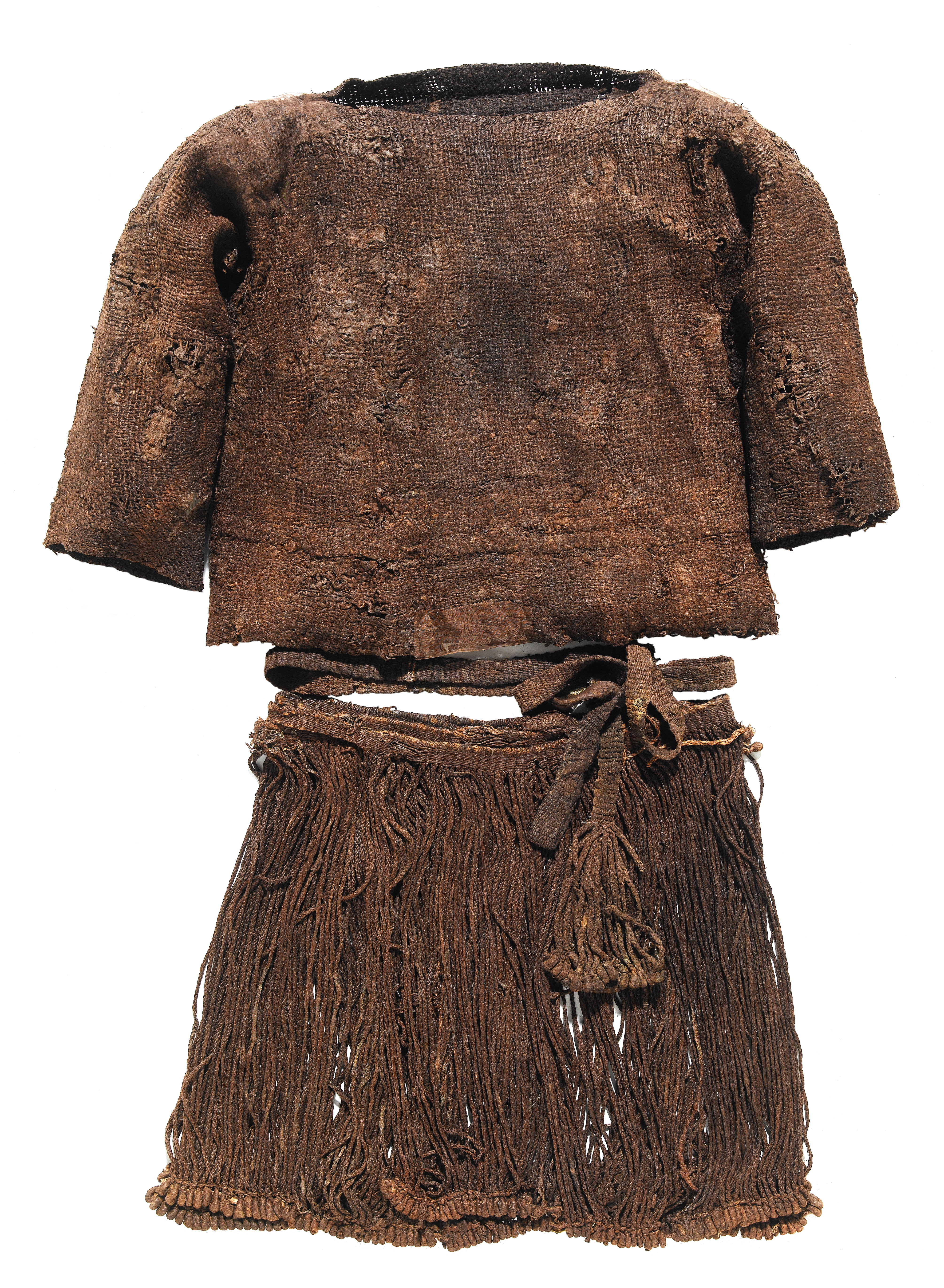
Bluse und Schnurrock im Nationalmuseum in Kopenhagen

Das Mädchen von Egtved wurde am 24. Februar 1921 von dem Bauern Peder Platz gefunden, als dieser die Reste eines kleinen Hügels beiseite räumen wollte. Dabei entdeckte er den großen Baumsarg aus Eiche in der Mitte des Grabhügels. Sein herbeigerufener Nachbar P. S. Pedersen ahnte, dass es sich um einen wertvollen Fund handeln könnte, und zusammen setzten die beiden am selben Tag einen Brief an das Nationalmuseum in Kopenhagen auf:
„Da ich beim Einebnen eines alten Hügels auf meinem Grund heute auf einen ausgehöhlten Baumstamm stieß, vermute ich, dass es sich um ein altes Begräbnis handelt und dass dieses von Interesse für das Museum sein könnte. Ich habe deshalb die Arbeit eingestellt.“
Beim Direktor des Nationalmuseums, Sophus Müller, stieß der Brief auf großes Interesse. Er bot an, den Baumsarg gegen Bezahlung abzudecken und zu bewachen, bis ein Grabungsteam im März vor Ort sein könne. Zum Leiter dieses Teams wurde Thomas Thomsen berufen, der die Ausgrabung am 5. und 6. März akribisch dokumentierte. Zahlreiche Fotos wurden vor Ort gemacht, um die einzelnen Schritte der Grabung für die Nachwelt festzuhalten. Am 7. März wurde der Baumsarg ins Nationalmuseum geschickt, wo er zwei Tage später eintraf und gründlich untersucht wurde.

## Die Tote

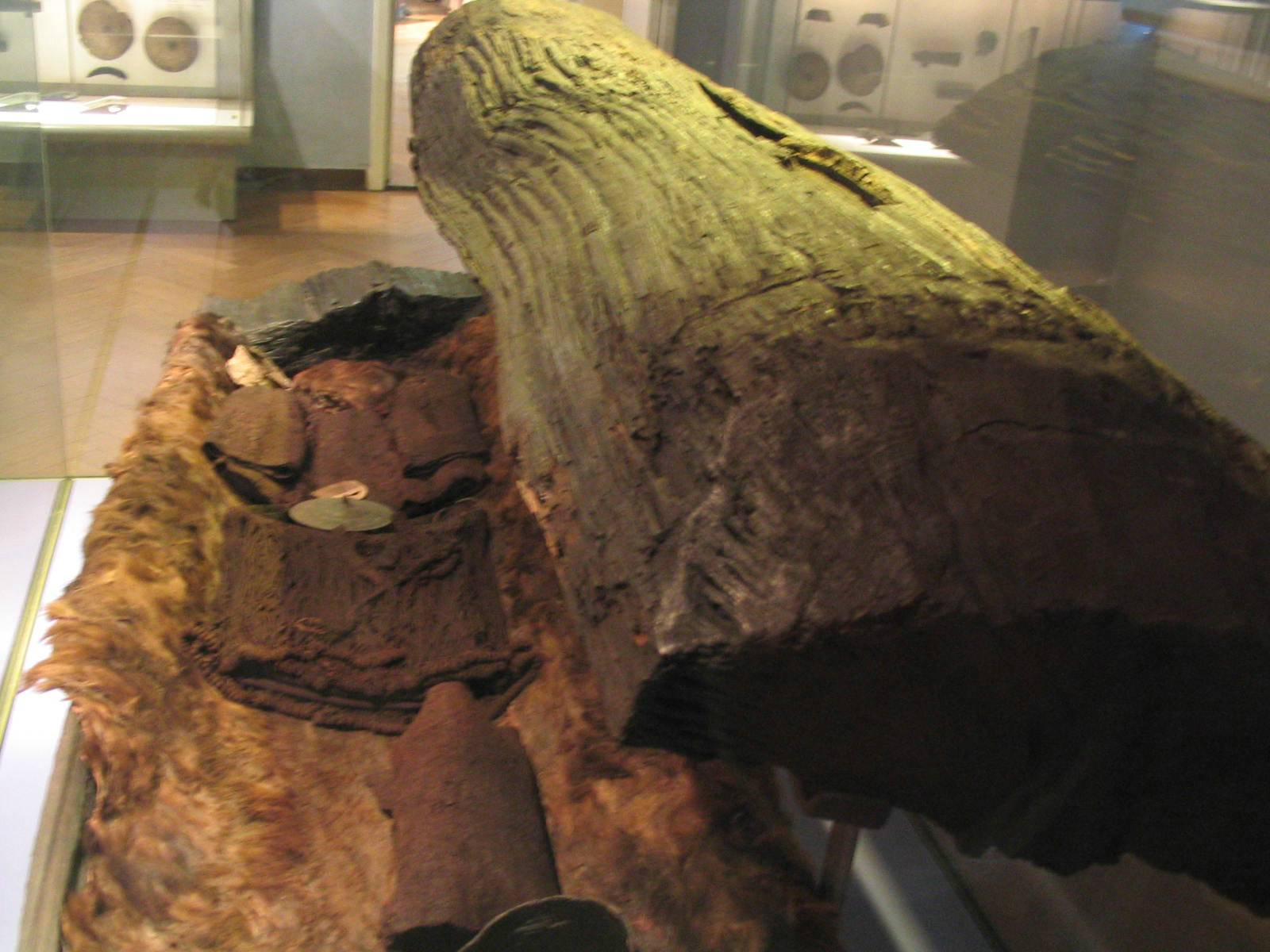
Mädchen von Egtved im Dänischen Nationalmuseum

In der Restaurierungswerkstatt des Kopenhagener Nationalmuseums wurde der Eichensarg von den Konservatoren Gustav A. T. Rosenberg (1872–1940) und Julius Raklev (1878–1960) untersucht. Der 200 bis 218 Zentimeter lange Baumsarg war innen auf einer Länge von 180 Zentimetern ausgehöhlt. Das Fälldatum konnte dendrochronologisch um das Jahr 1370 vor Chr. datiert werden; es ist anzunehmen, dass die Bestattung des Mädchens kurz danach erfolgte.
Durch die speziellen Erhaltungsbedingungen in Grabhügeln haben sich große Teile des organischen Materials im Grab erhalten. So fand man zum Beispiel Pflanzenreste (Schafgarbe), die zeigen, dass die Bestattung im Sommer stattfand.
Die Tote war in ein recht gut erhaltenes Kuhfell eingewickelt. Darunter kam eine große, aus Schafwolle gewebte Decke zum Vorschein, die mehrfach gefaltet auf die Tote gelegt worden war und sie vollständig bedeckte.
Auch Teile der Toten hatten sich erhalten: Dazu gehören neben Weichteilen und Zähnen der jungen Frau auch ihre Haare. Diese waren auf dem Kopf und an den Seiten kurz geschnitten, im Nacken halblang.
Das Mädchen war etwa 1,60 Meter groß und – nach neuesten Untersuchungen der Zähne – etwa 16 bis 18 Jahre alt.

### Kleidung
Die Tote war bekleidet und mit Schmuck in den Baumsarg gelegt worden. Sie trug eine kurze Bluse mit halblangen Ärmeln, wie sie auch aus den dänischen Bronzezeit-Bestattungen von Borum Eshøj und Skrydstrup vorliegt. Diese wurde in einem Stück gewebt und im Rücken mit einer T-förmigen Naht geschlossen.
Um die Hüften trug sie einen Schnurrock, das heißt einen Wickelrock aus gedrehten Wollschnüren, der auf der Hüfte saß und bis ans Knie reichte.
Sämtliche Kleidungsstücke waren aus naturfarbener Schafwolle gewebt. In der Taille war eine bronzene Gürtelplatte mittels eines langen gewebten Gürtels mit Zierquaste am Ende befestigt. Neben einem bronzenen Ohrring trug sie zwei verschiedene Armreife aus Bronze und einen Beinkamm am Gürtel.
Diese Kleidungs- und Schmuckausstattung ist typisch für gehobene Gräber der älteren Bronzezeit in Südjütland. Selbst der Schnurrock hat einige Parallelen, die jedoch alle nicht so gut erhalten sind wie in Egtved.

### Beigaben
Am Fußende des Sarges stand eine große Dose aus Birkenrinde, in der bei der Untersuchung im Nationalmuseum in Kopenhagen noch Reste eines Getränks festgestellt werden konnten. Es handelte sich um ein mit Honig gesüßtes Bier aus Weizen-Körnern, Gagel und Preisel- oder Moosbeeren; Pollen von nicht weniger als 55 verschiedenen Pflanzen konnten nachgewiesen werden.
Neben dem Kopf der Toten stand eine weitere Birkenrindendose, diese enthielt die verbrannten Knochen eines etwa fünf bis sechs Jahre alten Kindes, möglicherweise eines nahen Angehörigen.

## Historische Einordnung

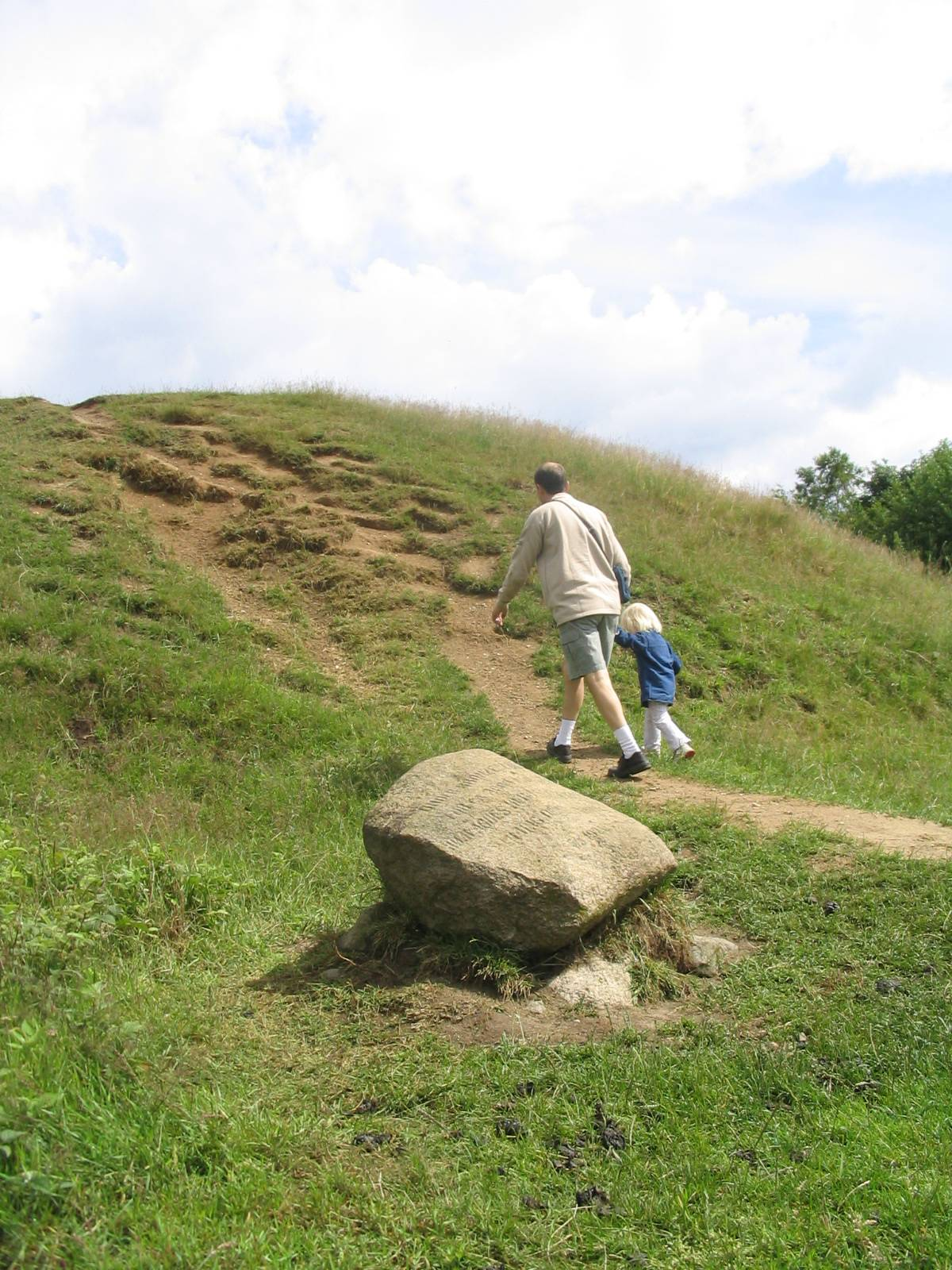
Rekonstruierter Grabhügel

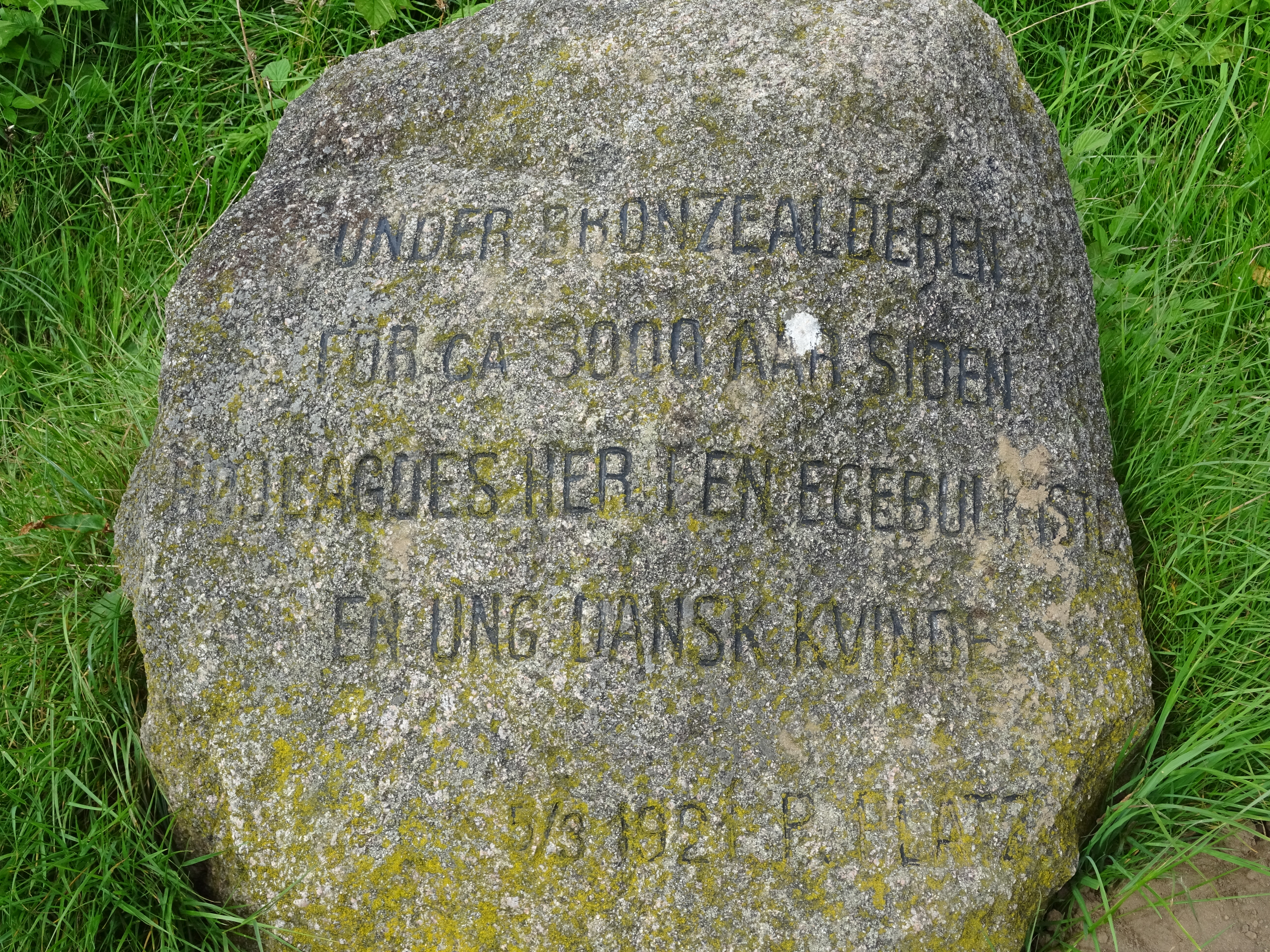
Stein am aufgeschütteten Grabhügel des Mädchens von Egtved

Zusammen mit dem aufwändigen, einst über 20 Meter durchmessenden Grabhügel lassen die Beigaben auf eine besondere gesellschaftliche Stellung des Mädchens von Egtved schließen. Bronzezeitliche Abbildungen von jungen Frauen mit Schnurröcken legen nahe, dass sie auch eine Funktion im kultischen Bereich gehabt haben könnte.
Auf jeden Fall handelt es sich um eine der am besten erhaltenen und dokumentierten Bestattungen der Bronzezeit in Europa. Dies ist auch den Findern zu verdanken, die die Bedeutung des Fundes erahnten und sofort Fachleute verständigten.

## Herkunft des Mädchens
Am 21. Mai 2015 teilte das dänische Nationalmuseum mit, dass mithilfe der Strontiumisotopenanalyse festgestellt wurde, dass das Mädchen nicht aus Jütland stammte. Analysen der Haare, Zähne und Fingernägel kombiniert mit den Strontiumisotopensignaturen ihrer Kleidung zeigten, dass sie nicht in Egtved oder Dänemark geboren wurde, sondern verwiesen auf eine Herkunft aus dem Schwarzwald oder seiner Umgebung. Karin Margarita Frei vom Nationalmuseum in Kopenhagen konnte durch eine Analyse der Strontiumisotopensignaturen der Haare ermitteln, dass die junge Frau etwa ein Jahr vor ihrem Tod nach Skandinavien gekommen sein konnte und in den folgenden Monaten weite Reisen unternommen hatte. Da die Strontiumisotopensignatur im menschlichen Haar nach mehr als einem Monat nicht mehr nachweisbar ist, konnte sie sich frühestens einen Monat vor ihrem Tod am Ort ihres Todes niedergelassen haben.
Im Jahr 2019 erschien eine Untersuchung der Universität Aarhus, die der Annahme von Frei widerspricht. Die Autoren Erik Thomsen und Rasmus Andreasen wiesen darauf hin, dass die bisherigen Strontiumanalysen die heutige mineralische Zusammensetzung des Erdbodens zur Grundlage hatten und nicht berücksichtigten, dass die Strontiumkonzentration seit der Lebenszeit des Mädchens durch Bearbeitung und vor allem Düngung des Bodens mit Kalk beeinflusst wurde. Demnach sei es wahrscheinlicher, dass das Mädchen aus der nahen Umgebung ihres Begräbnisplatzes in Jütland stammt und nicht aus Süddeutschland. Karen Frei widersprach diesem Ergebnis jedoch mit dem Verweis auf die auch durch DNA-Untersuchungen festgestellte hohe Mobilität der Menschen im bronzezeitlichen Europa.

## Das Mädchen von Egtved heute

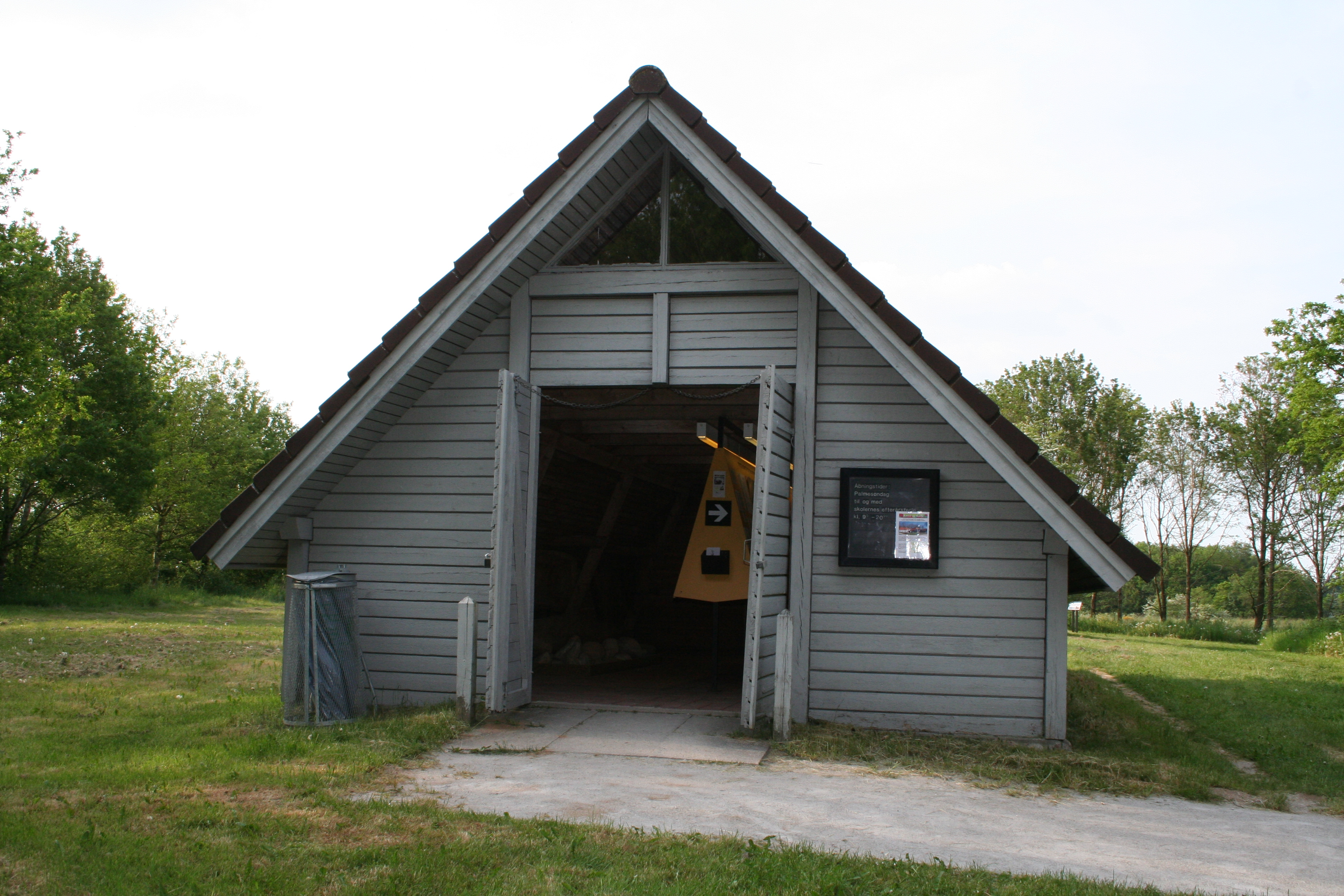
Museum am Fundort

1930 stellte Peder Platz einen Stein zur Erinnerung an den Fund auf. Die Kommune Egtved wollte den Grabhügel rekonstruieren, und so fanden 1980 weitere Untersuchungen statt, die zeigten, dass das Grab ursprünglich einen Durchmesser von über 20 Metern hatte. Außerdem fand man an der Westseite des Grabes Überreste eines Urnengrabes von 500 v. Chr.
Im dänischen Nationalmuseum sind die Funde aus dem Grab von Egtved ausgestellt und im Internet beschrieben; siehe nachstehende Verweise. Zahlreiche Rekonstruktionen der Kleidung sind seit den 1920er Jahren angefertigt worden, nicht nur in Dänemark.
In unmittelbarer Nähe des wieder errichteten Grabhügels befindet sich eine Ausstellung über das Mädchen von Egtved, die 1980 in Zusammenarbeit mit dem Kulturhistorischen Museum Vejle eröffnet wurde. In dem Gebäude befinden sich Nachbildungen der Funde aus dem Eichensarg.

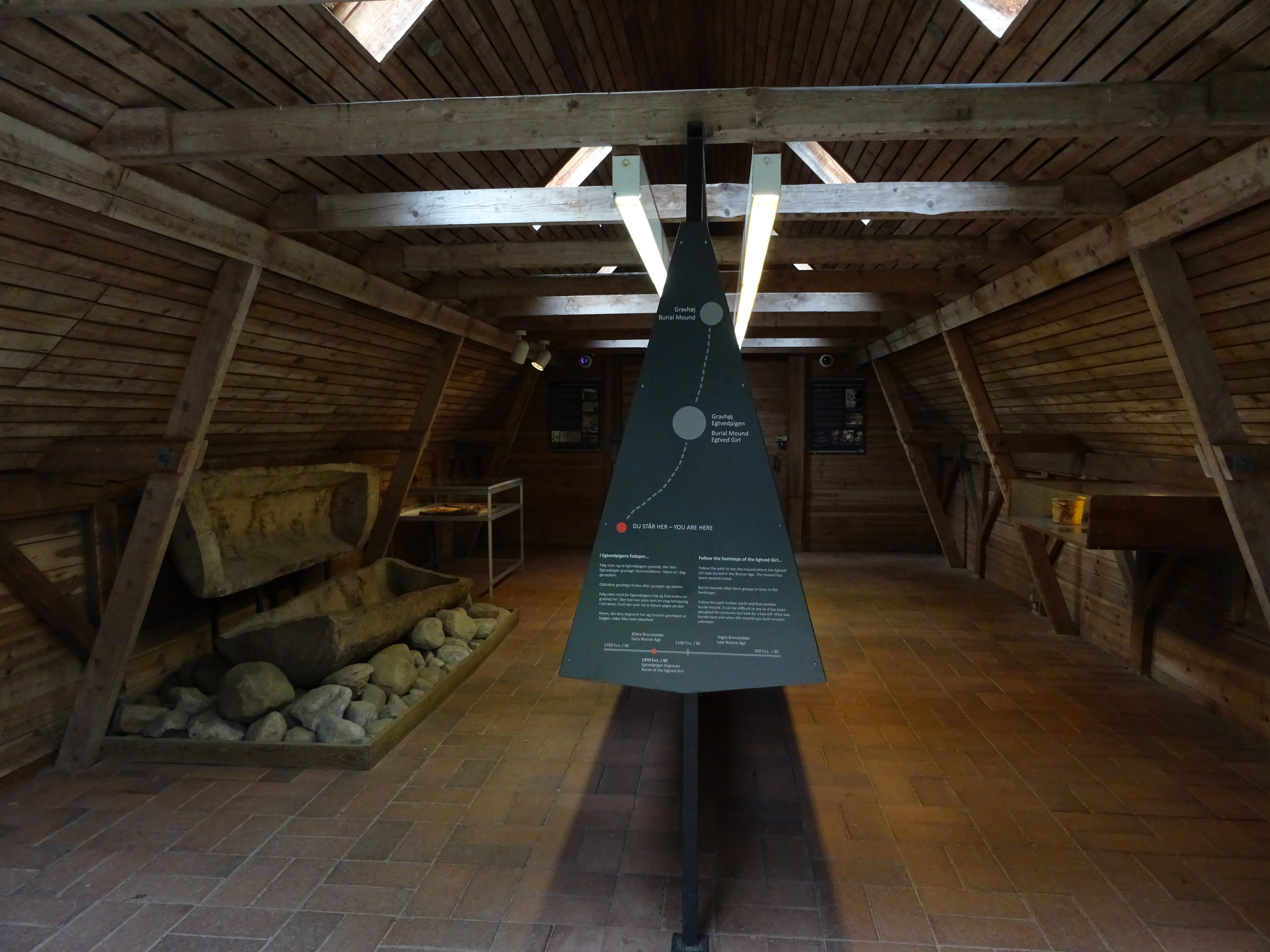
Blick in das Haus mit Rekonstruktionen und Repliken

## Filme
- Das Mädchen von Egtved (2017) von Saskia Weisheit und Cassian von Salomon